# Erythronium caucasicum
Erythronium caucasicum är en liljeväxtart som beskrevs av Jurij Nikolajevitj Voronov. Erythronium caucasicum ingår i Hundtandsliljesläktet och i familjen liljeväxter. Inga underarter finns listade.

## Bildgalleri

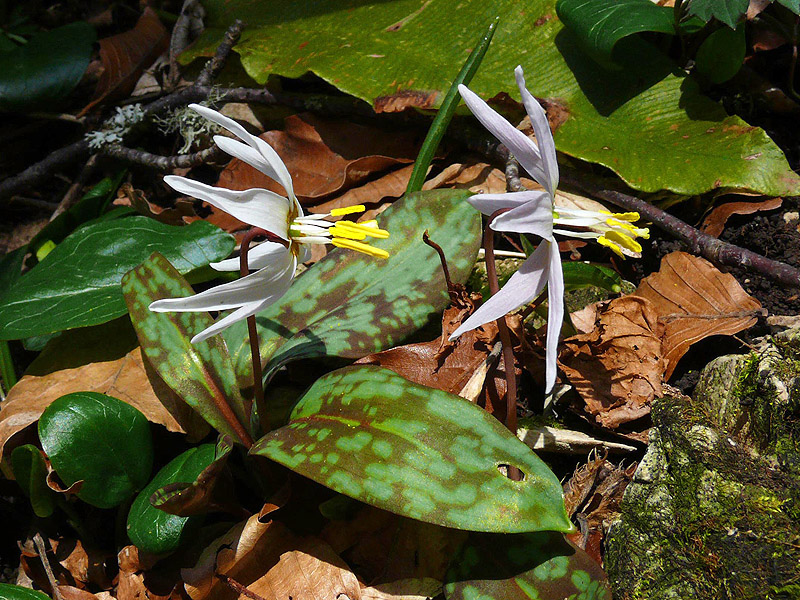